# 日西墨三国交通発祥記念之碑

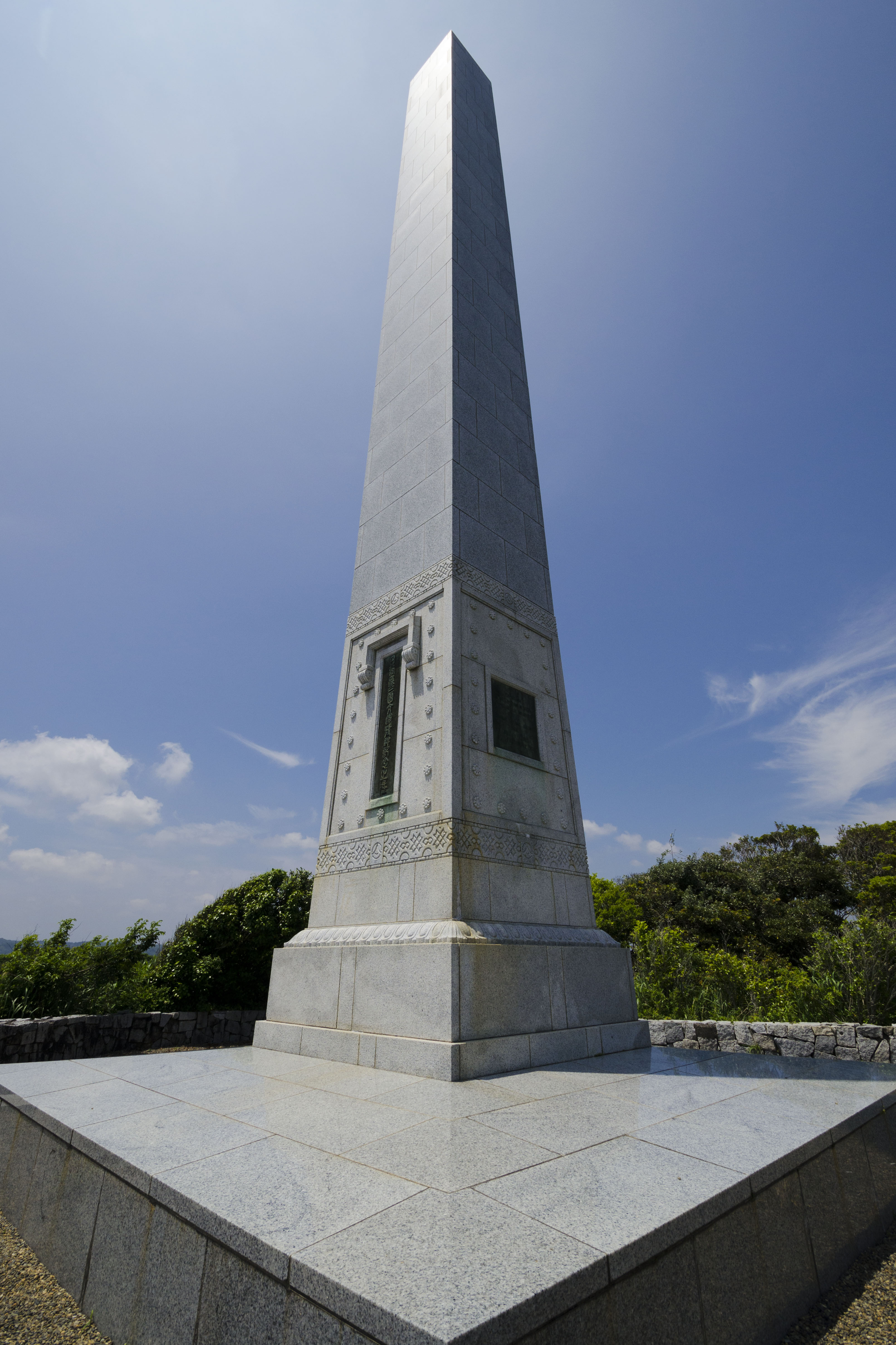
日西墨三国交通発祥記念之碑（メキシコ記念塔）

日西墨三国交通発祥記念之碑（にっせいぼくさんごくこうつうはっしょうきねんのひ）は、千葉県夷隅郡御宿町岩和田にあるオベリスク型の記念碑である。通称はメキシコ記念塔（メキシコきねんとう）。鉄筋コンクリート製で高さ17メートル。
1609年（慶長14年）に岩和田の海岸で起こったスペインの前フィリピン臨時総督ドン・ロドリゴ・デ・ビベロの乗船サン・フランシスコ号の漂着事故が、日本とスペイン（西班牙）、およびメキシコ（墨西哥、当時はスペイン領ヌエバ・エスパーニャ）との直接交流を生むきっかけになったことから、漂着と救助を記念する目的で1928年（昭和3年）に建設された。
周囲はメキシコ記念公園（メキシコきねんこうえん）として整備されている。
「日西墨三国交通発祥記念碑」と「之」を抜いて表記されることがあるが、碑の題字には「之」が含まれている。

## 概要
網代湾と御宿市街を見下ろす位置にある、標高約50メートルの丘の上に建つ。JR御宿駅からは徒歩約30分。なお、実際の漂着地点は、塔から東北東に約1キロメートル離れた太平洋側である。
所在地
千葉県夷隅郡御宿町岩和田702番地（北緯35度10分52.4秒 東経140度22分4.4秒 / 北緯35.181222度 東経140.367889度座標: 北緯35度10分52.4秒 東経140度22分4.4秒 / 北緯35.181222度 東経140.367889度）
利用可能時間
夏季：8時から17時、冬季：8時から16時30分（時間外は施錠）
施設
公衆トイレ、駐車場（14台分）
1983年（昭和58年）に日西墨交通発祥記念碑〔ママ〕が「房総の魅力500選」に、2006年（平成18年）にメキシコ記念公園が「ちば眺望100景」に、それぞれ選ばれている。また、関東ふれあいの道（首都圏自然歩道）の「御宿海岸を歩くみち」のコースとなっている。

## 沿革

### サン・フランシスコ号の遭難
1609年7月25日、前フィリピン臨時総督ドン・ロドリゴ・デ・ビベロ・イ・アベルサ（在任：1608年 - 1609年。姓はビベロ、名はロドリゴだが、日本ではドン・ロドリゴの名で言及されることが多い）は、任期の終了にともない帰国するため、太平洋を横断してアカプルコへと向かうマニラ・ガレオン艦隊に乗船し、ルソン島のカビーテを出航した。ところが、艦隊は8月10日にマリアナ諸島附近で暴風雨に遭遇し、以後、2か月近くにわたって、立てつづけの暴風雨に翻弄され続ける。ロドリゴの乗っていたガレオン船サン・フランシスコ号は、9月30日（慶長14年9月3日）22時頃、岩和田附近の岩礁で座礁し、翌10月1日朝に沈没した。遭難者たちは海岸に泳ぎ着いて現地の人々に救助された。遭難者の中にいた日本人キリシタンが通訳となり、彼らは、その地が日本の、大多喜藩領の岩和田村に近い海岸であることを教えられた。
ロドリゴの上陸地点は岩和田の田尻海岸とされ、「ドン・ロドリゴ上陸地」として1966年（昭和41年）12月2日付で千葉県指定史跡に指定されている。なお、中村国香『房総志料』巻3などの日本側史料では、事故の発生は慶長14年9月5日（1609年10月2日）となっている。これは当時、フィリピン植民地ではヌエバ・エスパーニャと同じ日付を用いており、同経度の他の国々とは日付が1日ずれていたためである（国際日付変更線#1844年のフィリピンを参照）。
乗組員373名のうち56名が溺死、317名が救命され、近くの大宮寺という寺に収容された。ロドリゴは、岩和田の貧しい村人たちが、綿入りの着物や食料を気前よく提供してくれたことを述べている。もっともその一方、サン・フランシスコ号船長フアン・デ・セビーコスは、日本人がサン・フランシスコ号の、価格にして50万ペソ以上になる積荷を一方的に没収したこと、将軍の命令により遭難35日後の11月6日なって返還されたものの、その間に大部分が盗まれてしまったことなどを証言している。
数日後に大多喜城（北緯35度17分9.18秒 東経140度14分21.63秒 / 北緯35.2858833度 東経140.2393417度）の城主本多忠朝が岩和田村を訪れ、ロドリゴ一行を見舞った。ロドリゴはその後、大多喜を経由して江戸に向かい、江戸で将軍徳川秀忠、駿河で大御所徳川家康にそれぞれ面会した。
この際、ロドリゴが家康に対してカトリック教会の礼遇、スペインとの友好、オランダ人の追放を求めたのに対し、家康はオランダ人追放については難色を示した上で、ヌエバ・エスパーニャとの直接交易と、ヌエバ・エスパーニャからの鉱山技師の派遣を求めた。1609年12月20日、ロドリゴと家康は、スペイン人に関東の港への入港を許可すること、ヌエバ・エスパーニャとの直接交易を行うこと、ヌエバ・エスパーニャから銀山技師を派遣すること、宣教師を保護すること、スペインに日本の港の測量を許可すること、等の協定を結んだ。ロドリゴのほか、家康の使節アロンソ・ムニョス（フランシスコ会日本管区長）、日本人商人田中勝介らの乗った日本製ガレオン船サン・ブエナ・ベントゥーラは、1610年8月1日（慶長15年6月13日）に浦賀を出帆、10月27日にマタンチェル（現在のナヤリット州サン・ブラス）に寄港、11月13日にアカプルコに入港した。
しかし、日本とヌエバ・エスパーニャとの直接交易については、スペイン側では、マニラ・ガレオンとの競合によりフィリピン植民地に経済的ダメージを与える恐れがあること、造船・航海技術を身につけた日本人がフィリピンへの野心を抱きかねないこと、などを理由とする反対意見が強かった。慶長16年（1611年）、ロドリゴの救助に対するヌエバ・エスパーニャ副王からの答礼使節として、セバスティアン・ビスカイノが浦賀に来航する。しかし、翌慶長17年（1612年）に岡本大八事件が発覚、幕府がキリシタン禁教政策を本格化させたことで、日本との交渉は不調に終わった。慶長18年（1613年）、フランシスコ会修道士ルイス・ソテロ、伊達政宗の家臣支倉常長らからなる慶長遣欧使節、およびビスカイノ一行の乗った日本製ガレオン船サン・ファン・バウティスタ号が、陸奥国月浦を出航しアカプルコに渡航したが、使節の性格の曖昧さや、日本でのキリシタン迫害などが原因となって、スペイン本国での交渉は失敗に終わった。
元和元年（1615年）、サン・ファン・バウティスタ号はスペイン国王使節としてフランシスコ会士ディエゴ・デ・サンタ・カタリーナを乗せ日本に戻った。しかしディエゴは1617年（元和3年）、サン・ファン・バウティスタ号でアカプルコに送還され、これを最後に日本とヌエバ・エスパーニャとの直接交渉は事実上打ち切られる。その後、寛永元年（1624年）、幕府はスペイン船の来航を全面禁止。スペイン側も、1635年2月16日に対日交易の永久閉鎖を決定した。

### 記念碑建立
1924年（大正13年）、夷隅郡上野村（現：勝浦市）出身で、『報知新聞』の外事記者であった藤平権一郎（1885年 - 1948年）が、当時浪花村長だった浅野重雄（在任1919年 - 1927年）に対し、岩和田（当時は浪花村に属していた）は「我が国と外国との貿易が公然と行われる事となった貴重な史跡の地であるから、記念碑を建てて後世に伝うべきであるが御意見は如何か」と申し出た。浅野村長は藤平記者、漁業協同組合長市東常吉らと諮って記念碑建設を決意し、さらに地元選出の森矗昶衆議院議員（森コンツェルンの創業者）らとも協議し、記念碑の建立を発起した。
建設のため日西墨交通発祥記念碑建設会が設立され、会長に元スペイン駐箚公使廣澤金次郎、会計委員長に森矗昶がそれぞれ就任した。1926年（大正15年）11月7日、駐日スペイン公使ペドロ・クワルチン（Pedro Quartín）、千葉県知事縣忍らによって起工式が挙げられた。そして、事故から319年目となる1928年（昭和3年）10月1日、落成式が行われた。落成式にはスペインのクワルチン公使とメキシコのスキャフィーノ公使をはじめ、福永尊介千葉県知事、森恪外務政務次官、森山慶三郎日墨協会会長、石井菊次郎貴族院議員（千葉県出身）ら多数の名士が参列し、森矗昶の次女・睦子（のちの三木武夫夫人）によって除幕が行われた。
記念碑は高さ17メートルの鉄筋コンクリート製で、完成当初は周囲に大理石（白鳳石）が張りつけられており、表面に徳川家達公爵による題字、左側にスペイン国王アルフォンソ13世の親筆、右側にはメキシコ大統領プルタルコ・エリアス・カリェスのメッセージが、それぞれ青銅で鋳造され、はめこまれた。設計者は東京美術学校教授の金沢庸治、施行者は千葉市の式田建設であった。建設工費は1万9737円81銭で、スペイン・メキシコ両政府をはじめ、各界からの寄付によってまかなわれた。

### 戦争中の受難
太平洋戦争で空襲が行われるようになったころ、軍部から、この記念碑が敵艦からのよい目標になる、として取り壊し命令が出されたという。しかし、地元の反対により、目立たないように黒く塗りつぶすにとどまった。また、実際に米軍機の銃弾を浴びたため、表面の大理石がはがれ落ちてしまったという。

### 改修工事
1956年（昭和31年）10月、関係者一同が「日西墨三国交通発祥記念碑改修委員会」を結成し、改修計画をたてた。
1958年（昭和33年）9月10日から11月10日にかけ、スペイン・メキシコ両国および外務省、柴田等千葉県知事の賛助、および森清衆議院議員（森矗昶の四男）の指導と後援により、改修工事が実施された。この際、傷ついた大理石は全てはがされ、モルタル下地塗り、白セメント仕上げの形に変更されている。総工費は103万9045円（うち工事費81万495円）で、メキシコ・スペイン両国および千葉県・御宿町からの補助金と、各方面からの寄付金によってまかなわれた。11月27日、スペイン・メキシコ両国の駐日大使および森清・柴田等らの参列のもと、竣工式が行われた。
なお、セメント仕上げの碑は、旧碑を知る人々にとってはひどく見劣りのするものであったという。

### アカプルコとの交流とメキシコ記念公園の整備
1975年（昭和50年）6月28日、茂原市在住の井桁三郎が、農業視察のためメキシコを訪れた際、アカプルコ市長を表敬訪問し、岩井敏夫御宿町長（在任1967年 - 1979年）からのメッセージを届けた。これがきっかけとなり、アカプルコと御宿との交流が始まった。
1977年（昭和52年）10月2日、駐日メキシコ大使ハビエル・オレア・ムニョスらの一行が記念碑を訪れた。この際、御宿町側は大使を通じて、当時のメキシコ大統領ホセ・ロペス・ポルティーヨに、記念碑を大理石に再改修したいので、大理石を贈呈してほしいと打診した。11月13日、メキシコ政府は、「記念碑の改修より、メキシコ風庭園を造るべきであり、メキシコ政府も援助する」という意向を伝えてきた。このため、御宿町ではメキシコ政府の援助のもと、記念碑の周辺に「メキシコ記念公園」を整備することになる。
1978年（昭和53年）8月、メキシコのクエルナバカで開かれた第15回国際姉妹都市会議において、8月3日に大多喜町とクエルナバカ市、7日に御宿町とアカプルコ市が、それぞれ正式に姉妹都市協定を結んだ。
11月1日、来日したロペス大統領が御宿町と大多喜町を訪問した。大統領はまず、ヘリコプターで岩和田港に到着し、港から記念碑までをパレード、完成した「メキシコ記念公園」の記念碑除幕式に出席した。続いて川上紀一千葉県知事らとともにヘリコプターで千葉県立大多喜高等学校校庭に移動し、大多喜城までのパレードを行った。この際、国鉄木原線（現：いすみ鉄道）大多喜駅から大多喜城までの坂道が「メキシコ通り」として整備され、ロペス大統領によりテープカットが行われている。また、御宿駅前から岩和田までの道は、大統領の名をとって「ロペス通り」と名づけられた。

### 400周年記念行事
遭難事故から400周年となる2009年（平成21年）、「日本メキシコ交流400周年実行委員会」（名誉総裁、皇太子徳仁親王およびフェリペ・カルデロン・イノホサ・メキシコ大統領）が設立され、9月26日、メキシコ記念公園において「日本メキシコ400周年記念式典」、続いて月の沙漠記念館前広場で「サン・フランシスコ漂着400周年記念祭」が開催された。皇太子、駐日スペイン大使ミゲル・アンヘル・カリエド、駐日メキシコ大使ミゲル・ルイス・カバーニャス、石田義廣御宿町長、田嶋隆威大多喜町長、武正公一外務副大臣、森田健作千葉県知事、中川秀直・日本メキシコ交流実行委員会名誉会長（衆議院議員）、小枝至・同委員長（日産自動車相談役名誉会長）らが出席した。この際、スペイン政府から御宿町民にイサベル女王勲章徽章が授与された。日本の団体では初の受章となった。また、メキシコ政府から御宿町にラファエル・ゲレロ制作の彫像「抱擁」（El Abrazo）が寄贈され、メキシコ記念公園に設置された。
2010年（平成22年）、御宿町は「日西墨友好の絆記念日条例」（平成22年9月8日条例第10号）により、毎年9月30日を「日西墨友好の絆記念日」とすることを定めた。

### アカプルコの「日墨交通発祥記念之碑」の建立
2012年（平成24年）7月5日、アカプルコ市カラバリ・ビーチの「日本広場」（北緯16度51分25.7秒 西経99度53分29.2秒 / 北緯16.857139度 西経99.891444度）において、「日墨交通発祥記念之碑」の竣工除幕式典が開かれた。2010年に移設された支倉常長像に隣接する場所に建てられたもので、御宿の「日西墨三国交通発祥記念之碑」の約半分の大きさで、高さ約9メートル、鉄筋コンクリート製で大理石張りとなっている。この碑は、御宿町が財団法人日墨協会に負担金を支出し、日墨協会が事業主体となって建設されたもので、アカプルコ市が管理する。

### テカマチャルコとの姉妹都市協定
2013年（平成25年）10月23日、御宿町は、ロドリゴの生誕地であるプエブラ州のテカマチャルコと姉妹都市協定を結んだ。

## ドン・ロドリゴ上陸地
種別
千葉県指定史跡
指定年月日
1966年（昭和41年）12月2日
所在地
千葉県夷隅郡御宿町岩和田626（北緯35度11分1.6秒 東経140度22分40.5秒 / 北緯35.183778度 東経140.377917度）
太平洋に面し、海洋生物環境研究所中央研究所に隣接している。御宿駅からは徒歩約40分。
記念碑からは直線距離にして約1キロメートル離れている。ただし、指定史跡「ドン・ロドリゴ上陸地」には、記念碑の建つ轟台を含む関連区域一帯も包含されている、ということが了解事項となっている。

### サン・フランシスコ号の遺品
御宿町内には、個人宅の梁（）として用いられている、サン・フランシスコ号の檣（）と伝えられる柱が現存しており、「ドン・ロドリゴ関係遺品 サンフランシスコ号檣」として御宿町指定文化財第1号（1974年3月27日指定）に指定されている。鑑定の結果、北欧あるいは西欧産の木材であるとされてきた。しかし、2006年に行われた再調査では、顕微鏡分析により、日本固有種であるアスナロだとする鑑定結果が出されており、従来の説には再考が促されている。
このほか、岩和田の大宮神社（北緯35度11分0秒 東経140度22分5.6秒 / 北緯35.18333度 東経140.368222度）に、ドン・ロドリゴがもたらしたと伝えられる銅製の火入が昭和初期まで伝わっていたが、現在は行方不明となっている。松田毅一によれば、東京の某百貨店で展示されたのち、行方不明となったという。